# 锡波
锡波是巴西巴伊亚州的一个市镇。总面积166.953平方公里，总人口15012人，人口密度89.9人/平方公里。